# Puente Jacques-Gabriel (Blois)
El puente Jacques-Gabriel (en francés: pont Jacques-Gabriel) es un puente sobre el río Loira ubicado en Blois, en el centro de Francia. Este puente fue construido a principios del siglo XVIII bajo dirección de Jacques V Gabriel, el arquitecto del rey Luis XIV. Hoy en día, es el último puente alomado existente sobre el Loira.
Fue reconstruido en varias ocasiones tras sufrir graves daños en 1870 (guerra franco-prusiana), 1940 y 1944 (Segunda Guerra Mundial).
El puente ha sido objeto de una inscripción en el título de los monumentos históricos desde el 22 de abril de 1937.

## Historia

### La construcción de un nuevo puente

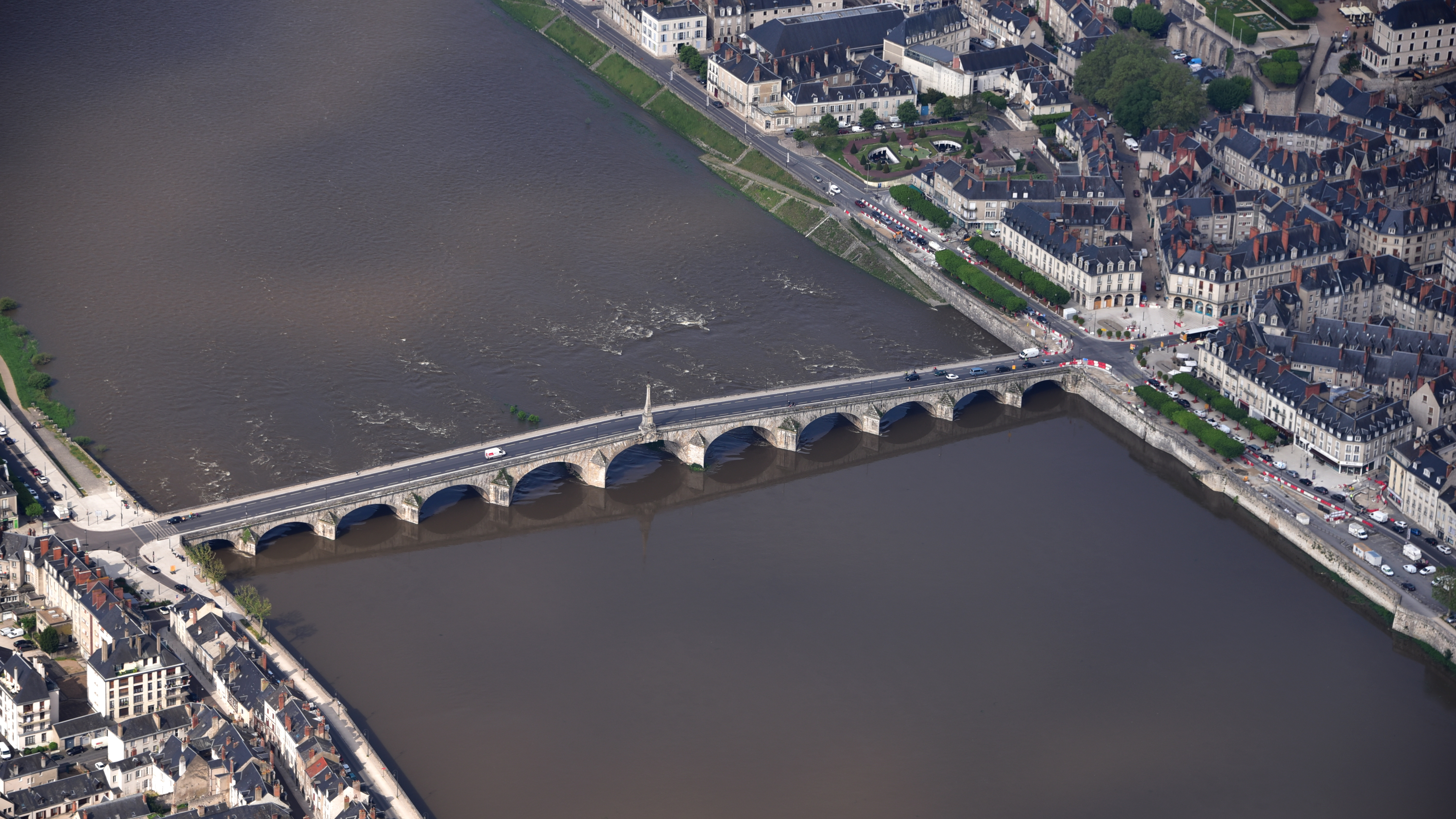
Vista aérea del puente

En 1089, la primera mención de un puente en Blois aparece en una carta. Entre el 6 y el 7 de febrero de 1716, ese viejo puente medieval colapsó.
En agosto de 1716 se emprendió la construcción de un nuevo puente que reemplazase al anterior. El proyecto fue confiado al arquitecto Jacques V Gabriel por Felipe I de Orleans (1640-1701). Desde finales de 1716, un batallón de 600 hombres del regimiento de Piamonte fue llamado al sitio para garantizar su construcción. El 26 de abril de 1717 el primer estribo se colocó. En 1722, la construcción del puente avanzaba con la terminación de los 3 arcos del centro. El 4 de mayo de 1724, después de siete años de trabajos, el puente finalmente se abrió a la circulación. Para conmemorar el hecho, se construyó un obelisco de 14,60 m de altura en el puente. Entre 1724 y 1730, los muelles que rodeaban el puente se finalizaron. En 1786, se colocó una placa de mármol  en la base del obelisco. Usando un texto en latín, resumía la historia de los trabajos.

### El puente bajo la Revolución
El 1 de septiembre de 1793 el empresario Mormion fue pagado por las autoridades revolucionarias para destruir los símbolos monárquicos tallados en la base del obelisco. El 14 de diciembre de 1793, los representantes del pueblo  Guimberteau y Levasseur volaron el primer arco del puente, en el lado de la ciudad, para evitar la invasión del ejército de Vendée.
Unos años más tarde, entre 1803 y 1804, el arco volado fue rehecho. Además, en 1804, el escultor de Blois Jean-Claude Ticlet grabó una nueva inscripción en la placa de mármol a petición del baron de Corbigny, prefecto de Loir-et-Cher. En 1805, el consejo general todavía quisi modificar el puente; votó la erección de una estatua de Napoleón I pero nunca se realizó finalmente. En 1814, el puente todavía se modifica. La cruz y la veleta se restauraron y la referencia al emperador se brabó en la placa.

### Destrucciones y reconstrucciones

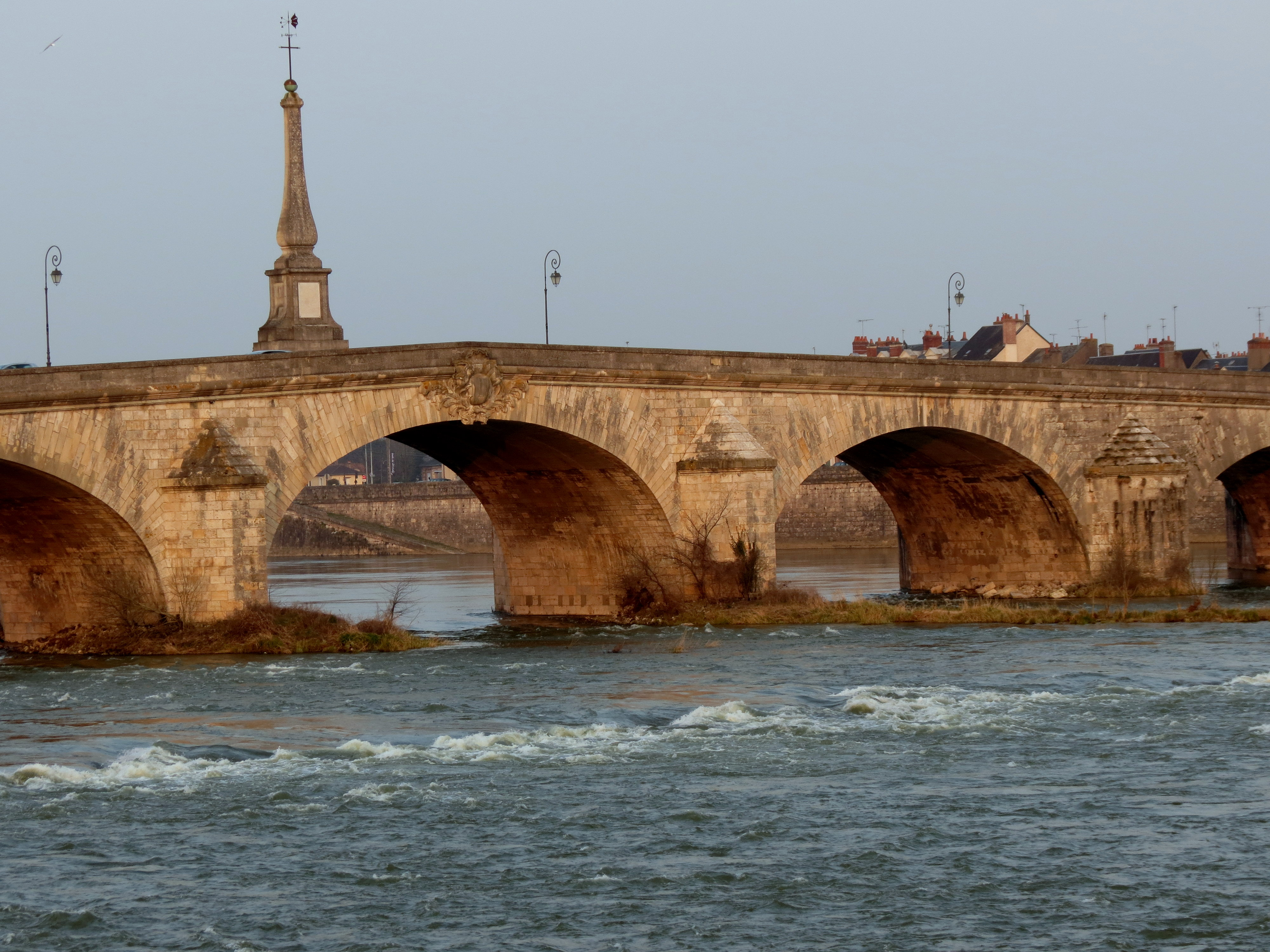
Detalle de los arcos centrales con el obelisco

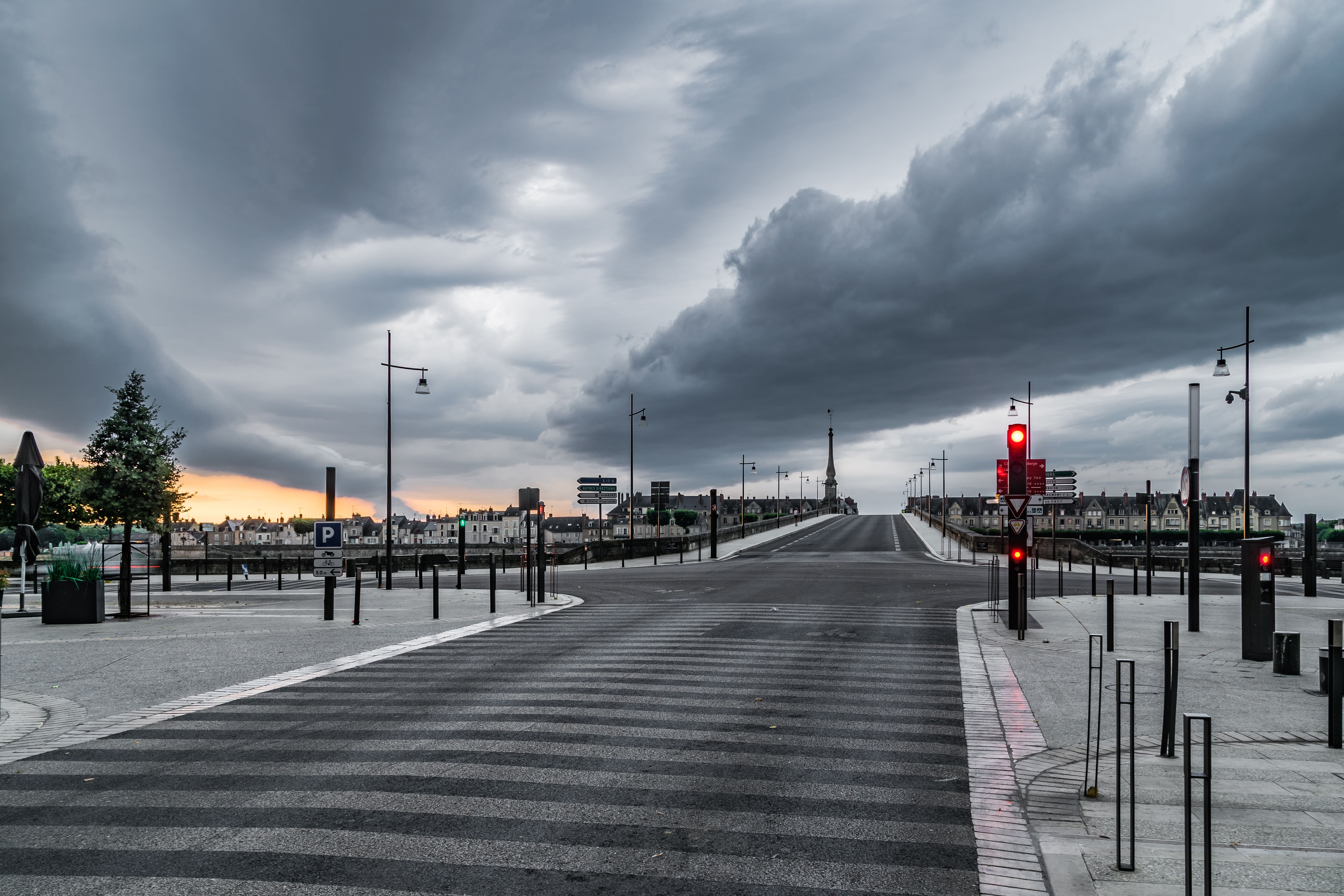
Vista de la calzada ligeramente alomada

El puente fue destruido durante los conflictos de los siglos XIX y XX. El 10 de diciembre de 1870, Léon Gambetta hizo estallar el 7.º arco para retrasar la invasión prusiana.

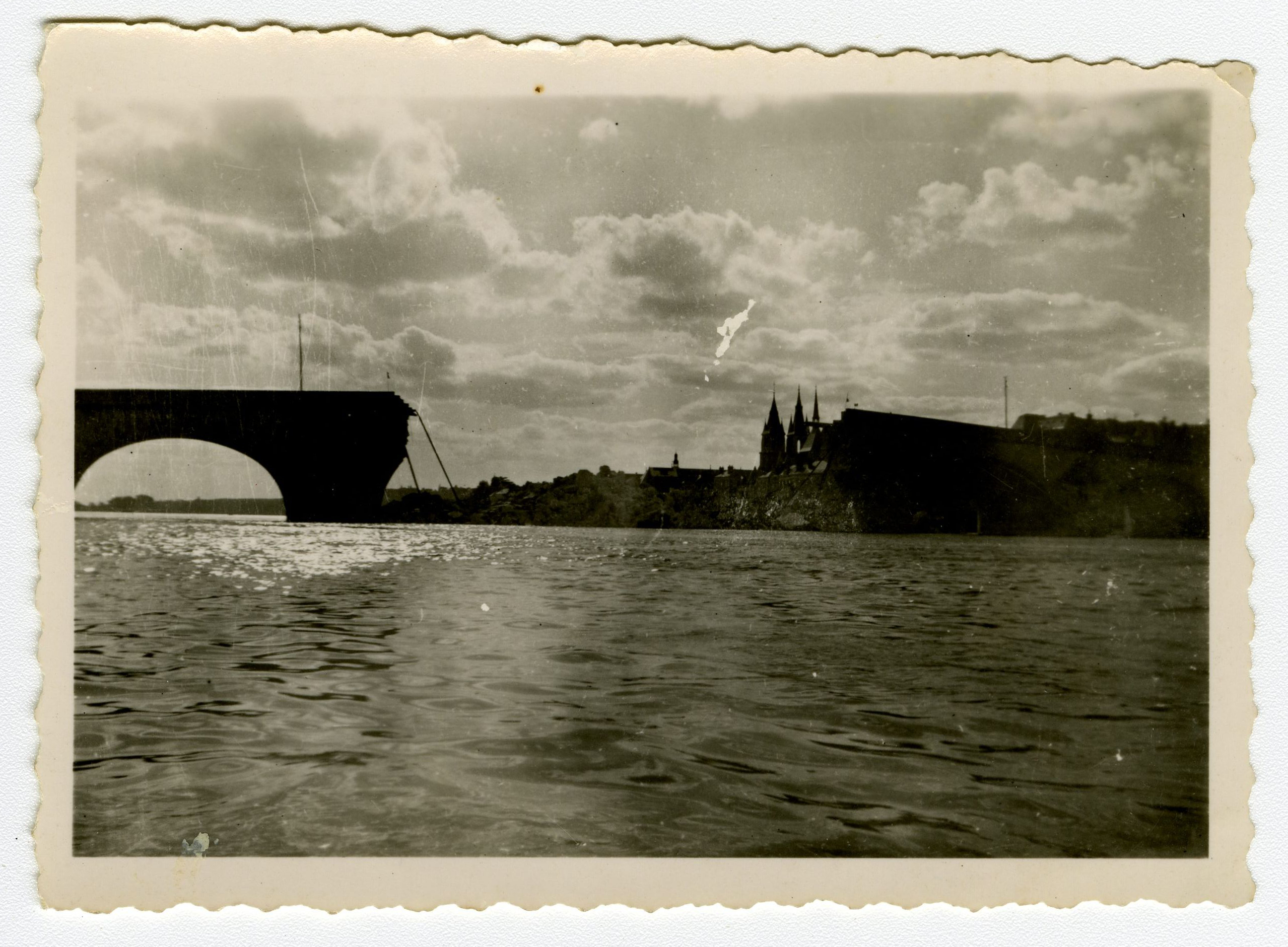
Fotografía del puente después de la destrucción de los arcos durante la retirada del ejército alemán (1944).

Durante la Segunda Guerra Mundial, el 18 de junio de 1940 el segundo arco fue volado a su vez por los franceses para frenar la invasión de los ejércitos alemanes. El daño se acentuó en la Liberación, el 16 de agosto de 1944, con la destrucción de los tres arcos centrales minados por los alemanes en el momento de su retirada.
Ese 16 de agosto se inició la liberación de la ciudad de Blois y, el 1 de septiembre los ocupantes dejaron la ciudad definitivamente. Se necesitaron diez meses de trabajos para reconstruir el puente. El 2 de septiembre de 1945 una pasarela de madera se entregó al tráfico hasta el final de los trabajos. Finalmente, fue necesario esperar tres años, es decir, hasta 1948, para que se reparasen los daños causados al puente durante la guerra. El 12 de diciembre de 1948, el ministro de los Trabajos públicos y de los transportes, Christian Pineau,  volvió a inaugurar el puente que quedó abierto al tráfico.
En 1988, la asociación de amigos del viejo Blois lanzó una suscripción para rehacer una placa en el puente. El 25 de febrero de 1989 se inauguró la nueva placa. Finalmente, en 2006, la asociación de amigos del viejo Blois restauró su brillo a la placa con una fina pintura de oro.

## Arquitectura
En la Edad Media, el primer puente podría haber sido construido en madera. Sin embargo, fue construido con piedra de talla dura y con mampuestos recibidos con un mortero de cal y arena, con pilonas de mampostería plantadas en el cauce del río, probablemente conectadas por una pasarela peatonal. El puente, de unos 320 metros de largo, tenía 8 metros de ancho, sin incluir los parapetos, y tenía 22 arcos, cuyo luz variaba entre 10 y 12 metros.

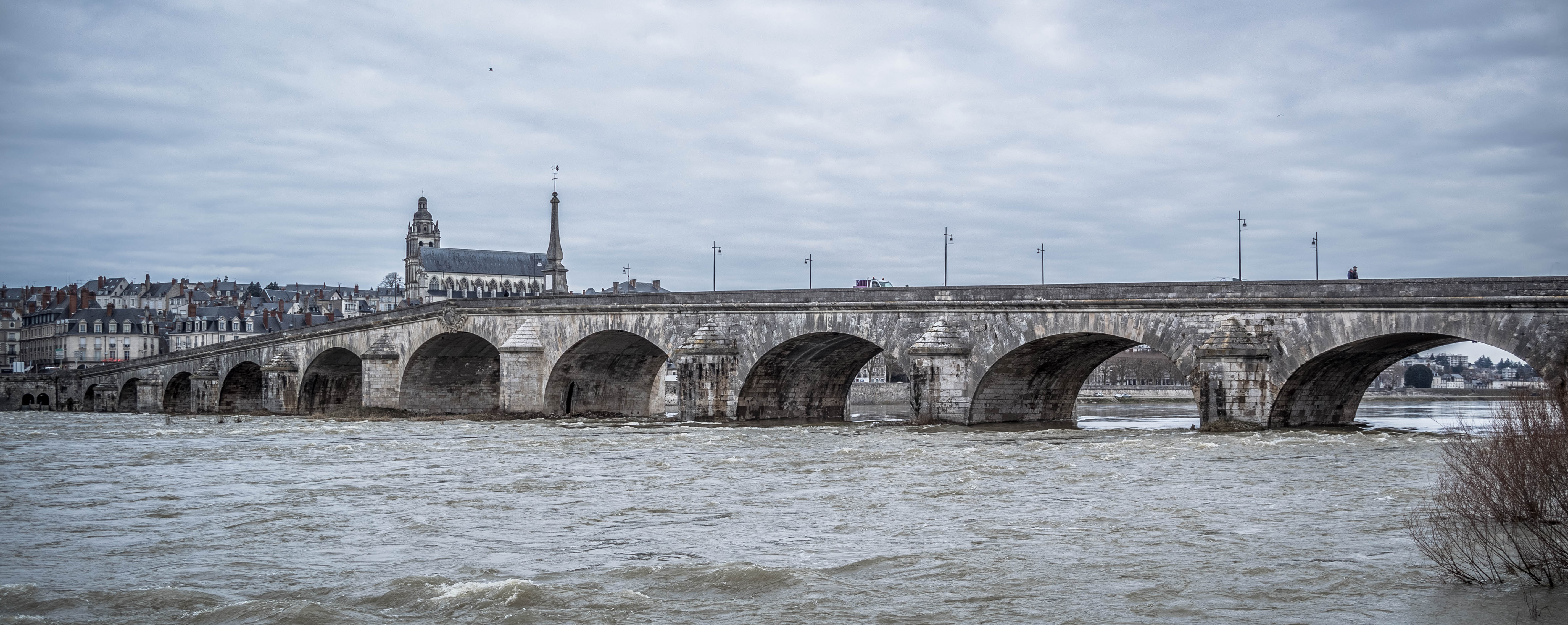
Panorama del puente Jaques Gabriel, Blois 2016

Panorama del puente y la ciudad